# Мораитис, Никос
Никос Мораитис (греч. Νίκος Μωραΐτης; род. 30 апреля 1973, Афины) — греческий поэт и журналист.

## Жизнеописание
Родился в Афинах 30 апреля 1973 года. 
Изучал право в Афинском университете. Работает в качестве журналиста. Текст для своей первой песни написал в 1997 году, это была «Τα Χάρτινα» (рус. «Бумага»), которую исполнила Димитра Галани. Он написал более 150 текстов для песен, которые исполняли: Элефтерия Арванитаки, Харис Алексиу, Demy, Димитрис Митропанос, Йоргос Даларас, Антонис Ремос, Яннис Котсирас, Пасхалис Терзис, Деспина Олимпиу, Михалис Хадзияннис, Яннис Париос, Костас Македонас, Вики Мосхолиу, Гликерия, Мелина Асланиду, Раллиа Христиду, Алкистис Протопсалти, Йоргос Карадимос, Андриана Бабали, Элеонора Зуганели, Сакис Рувас, Димос Анастасиадис.

## Награды
К популярным песням Никоса Мораитиса относятся: «Χέρια Ψηλά», «Δεν φεύγω», «Όλα ή τίποτα» (первый исполнитель — Михалис Хадзияннис), «Παράφορα» (Сакис Рувас), «Τέρμα η ιστορία», «Εκατό φορές κομμάτια», «Κομμένα πια τα δανεικά», «Κλειστά τα στόματα» (Антонис Ремос), «Ο άγγελός μου», «Όλα ή τίποτα», «Εγώ για σένα» и многие другие.
- Песня «Ο άγγελός μου» (рус. «Ангел мой») получила награду «Песня года» в Arion Music Awards 2005, Лучший видеоклип Mad Video Music Awards 2005 (премия канала MAD TV)[1].
- Песня «Δε φεύγω» (рус. «Не пойду») — Песня года на Кипре Music Awards 2007, премия Arion 2007, приз за лучший саундтрек в сериале «Πρόσωπα 2007» (рус. «Лица 2007»).
- «Όλα ή τίποτα» (рус. «Все или ничего») — Песня Года Arion Awards 2007; Лучший поп-видеоклип, Лучший видеоклип среди исполнителей-мужчин в Mad Video Music Awards 2007[2].
- «Χέρια Ψηλά» (рус. «Выше руки») — песня десятилетия 2000—2009 по официальным данным IFPI по количеству продаж и радиопередач.
- «Δε μιλώ για μια νύχτα εγώ» — Лучший видеоклип Entexno Mad Video Music Awards 2009[3].
- Mad Video Music Awards 2011 — песня «Κομμένα πια τα δανεικά» — премия за лучший текст Mad Video Music Awards 2011; «Παράφορα» — Лучший поп-видеоклип и Песня года[4].